# TV Toys Museum
Het TV Toys Museum was het enige Nederlandse museum dat in het teken stond van kindertelevisie. Het museum was gelegen in Dieren.
Het museum bezat een grote collectie speelgoed en alle rekwisieten en originele foto's van Nederlandse en Belgische kinder- en jeugdtelevisieseries, waaronder Samson en Gert, Piet Piraat, Swiebertje, Bassie en Adriaan, De Bereboot en Sesamstraat. Daarnaast had het veel speelgoed en verwante merchandise van buitenlandse films en series als Star Wars, Batman en Thunderbirds.
Op 1 juli 2004 was er een Bassie en Adriaan-dag. In het museum opende die dag een tentoonstelling van Bassie en Adriaan, voorafgegaan door een kort optreden van het duo.
Bij het museum was er ook een speciale winkel, waar merchandising verkrijgbaar was van alle exposities die er ooit in het museum zijn geweest en niet meer in de gewone winkels te koop waren. Er was tevens een filmhuis naast het museum-complex, waar oude jeugdfilms worden vertoond.
In de zomer van 2005 maakte het TV Toys Museum bekend dat het in financiële moeilijkheden zat, mede door de extreem warme zomer van 2003, waardoor er geen bezoekers meer naar het museum gingen. Om het museum draaiende te houden hield men een geldinzamelingsactie. In 2008 sloot het museum alsnog de deuren. Er waren plannen om het museum in Zutphen voort te gaan zetten. Het winkelgedeelte was in Zutphen voortgezet, onder de naam Spoenk. Inmiddels bestaat dat ook niet meer.
Tegenwoordig is het museum gelegen in Nijmegen onder een nieuwe naam, "Mediadrome", en heeft het een nieuwe cadeauwinkel met de naam "Tante Hannie".